# Lamoda.pl

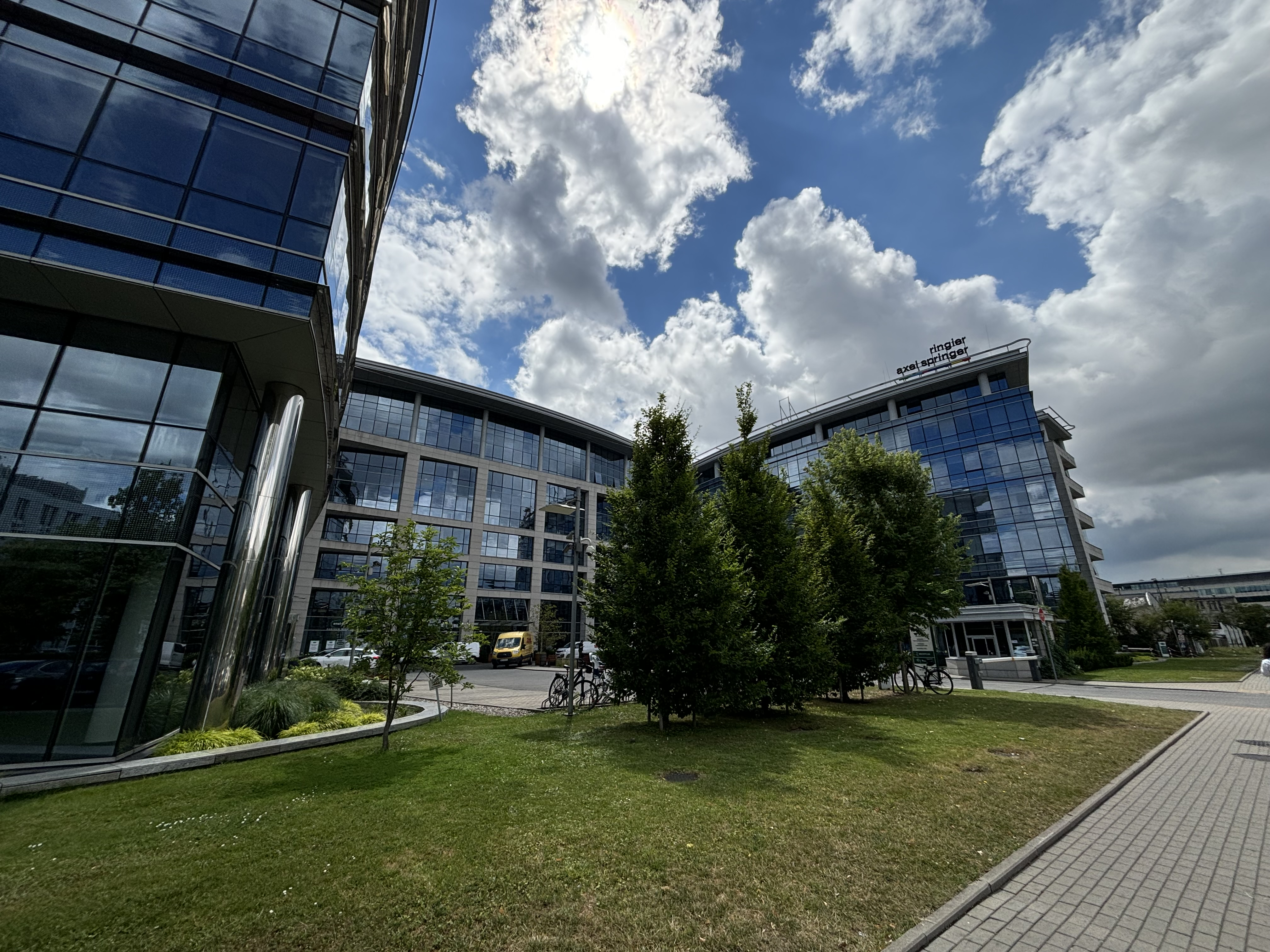
Siedziba Lamoda.pl w Warszawie znajduje się w budynku Ringier Axel Springer Polska przy ulicy Domaniewskiej 49; 02-672 Warszawa

Lamoda.pl – polski serwis internetowy o tematyce modowej, funkcjonujący jako afiliacyjny marketplace e-commerce z siedzibą w Warszawie. Został założony w 2012 roku. Od grudnia 2019 roku należy do Ringier Axel Springer Polska.  

## Charakterystyka
Serwis agreguje oferty z wielu sklepów internetowych, skupiając się na trzech głównych kategoriach: moda, uroda i wnętrza. Lamoda.pl umożliwia przeglądanie i porównywanie ofert w jednym miejscu. Użytkownicy mają dostęp do szerokiego wyboru produktów oferowanych przez polskie i międzynarodowe marki. 
Lamoda.pl łączy funkcję katalogu ofert z treściami redakcyjnymi oraz inspiracyjnymi, obejmującymi m.in. stylizacje influencerów, porady zakupowe, artykuły tematyczne, a także przeglądy trendów.
W serwisie znajdują się m.in. następujące sekcje:
- Katalog produktów – obejmujący m.in. odzież, kosmetyki i elementy wystroju wnętrz[8],
- Stylizacje influencerów – sekcja ta prezentuje stylizacje influenserów inspirowane aktualnymi trendami z mediów społecznościowych, w których wskazywane są konkretne produkty dostępne w katalogu platformy. Treści te mają charakter inspiracyjny i promocyjny, zachęcając użytkowników do zakupów poprzez odwołanie do popularnych estetyk[9][7],
- Inspiracje –  sekcja, w której znajdują się artykuły, zestawienia ofert oraz praktyczne porady, które mają pomóc w podejmowaniu najlepszej opcji zakupowej[10],
- Lamoda News – sekcja, w której publikowane są najświeższe wiadomości dotyczące nowinek ze świata mody[11].

Dodatkowo na stronie Lamoda.pl tworzone są podstrony zawierające sezonowe trendy i inspiracje. Zawierają one zestawienia oraz rekomendacje dopasowane do bieżących tendencji w modzie i designie. Publikowane tam listingi stylizacji i propozycji zakupowych mają na celu ułatwienie użytkownikom znalezienia produktów dopasowanych do sezonowych potrzeb.

## Historia
Serwis został uruchomiony w październiku 2012 roku przez Stanisława Rozwadowskiego, właściciela firmy La Moda Ventures. W grudniu 2019 r. serwis został przejęty przez Ringier Axel Springer Polska. W momencie przejęcia udziałowcami La Moda Ventures byli Stanisław Rozwadowski (30,4% kapitału) i kontrolowana przez Macieja Radziwiłła spółka Cresco Financial Advisors (69,6 %). Funkcję Dyrektora Zarządzającego Segmentem E-commerce Ecosystem w Ringier Axel Springer Polska, w skład którego wszedł serwis Lamoda.pl, od maja 2019 do czerwca 2021 roku pełnił Mateusz Łukaniuk. Od lipca 2021 roku tę rolę przejęła Mariola Kucharska.

## Popularność
Według badania Gemius/PBI z sierpnia 2019 roku, jeszcze przed przejęciem przez Ringier Axel Springer Polska, serwis Lamoda.pl odnotował 555,2 tys. realnych użytkowników i 1,77 mln odsłon. W styczniu 2024 roku, według danych Gemius/PBI (Mediapanel), Lamoda.pl osiągnęła 1,77 mln realnych użytkowników, co uplasowało ją na pierwszym miejscu wśród afiliacyjnych marketplace’ów w kategoriach „moda, uroda i wnętrza”, przed serwisami takimi jak Domodi.pl, Allani.pl i Avanti24.pl.
Z danych udostępnionych przez Semstorm.com wynika, że Lamoda.pl charakteryzuje się wysoką widocznością w wyszukiwarkach – z tysiącami fraz znajdujących się w przedziałach top 1, top 3, top 5, top 10, top 20 i top 50.

## Reklama i współpraca z Onet ADS
Serwis Lamoda.pl jest ściśle powiązany z panelem reklamowym Onet Ads, z którym współtworzy infrastrukturę marketingową wykorzystywaną do działań promocyjnych. Onet Ads, będący platformą samoobsługową należącą do Ringier Axel Springer Polska (właściciela Lamoda.pl), umożliwia reklamodawcom prowadzenie kampanii reklamowych rozliczanych w modelu CPC (cost-per-click). Dzięki tej współpracy Lamoda.pl stanowi ważny kanał dotarcia do użytkowników zainteresowanych zakupami online, oferując reklamodawcom szybki i wygodny dostęp do narzędzi marketingowych oraz możliwość prezentowania produktów na stronie serwisu i w sieci RASP.

## Zespół[11]
Obecny zespół zarządzający tworzą:
- Mariola Kucharska - E-Commerce Director[19]
- Łukasz Szymański - E-Commerce Product Director
- Kornel Karbowniczek - Head of Content Commerce
- Agnieszka Paprocka-Major - Head of E-Commerce Business Development
- Bartłomiej Mączyński - Head of E-Commerce Performance Marketing[5]